# Prave patke
Anatinae, potporodica ptica, pripada porodici Anatidae, redu Anseriformes. Sastoji se od 31 roda: 

## Rodovi u potporodici Anatinae
- Amazonetta
- Anas
- Lophonetta
- Speculanas

### Izumrle
- Chelychelynechen
- Thambetochen
- Ptaiochen

## Upitno
- Aix - Tadorninae?
- Cairina
- Callonetta
- Chenonetta
- Nettapus
- Pteronetta

Uz njih su u prave patke ubrajali i rodove
- Asarcornis
- Biziura
- Bucephala
- Camptorhynchus
- Clangula
- Heteronetta
- Histrionicus
- Lophodytes
- Malacorhynchus
- Marmaronetta
- Melanitta
- Mergellus
- Mergus
- Netta
- Nomonyx
- Oxyura
- Polysticta
- Rhodonessa
- Salvadorina
- Somateria

## Rodovi koje bi možda trebalo pridodati
- Sarkidiornis vodi se pod Tadorninae
- Tachyeres vodi se pod Tadorninae

## Vanjske poveznice
- Domaća patka kao vrsta peradi u Enciklopediji LZMK